# Kruder & Dorfmeister
A Kruder & Dorfmeister, mely a nevét Peter Kruder és Richard Dorfmeister tagokról kapta, egy bécsi duó, ami nemzetközi hírnevet szerzett pop, hiphop és drum and bass számok downtempo-dub remixeivel. Híresebb munkáik a "High Noon" és az "Original Bedroom Rockers" c. számok, valamint Madonna "Nothing Really Matters", a Depeche Mode "Useless", a Count Basic "Speechless" és Roni Size "Heroes" c. számainak remixei. A remixek egy része a The K & D Sessions dupla albumon találhatók.
Habár a remix munkáikkal nyertek széles körű elismerést, a duót a Dj-Kicks remixalbumuk tette igazán híressé. Kruder és Dorfmeisternek saját lemezkiadója is van Bécsben, a G-Stone Records. Itt jönnek ki KD albumok, de olyan dub és downtempo előadók kiadója is ez, mint: a Stereotyp, DJ DSL, Rodney Hunter, Urbs vagy a Makossa & Megablast.

## Diszkográfia

### Maxik
- 1993 – G-Stoned EP (G-Stone Recordings)
- 1996 – Black Baby EP (Studio !K7)

### Dj mixalbumok
- 1996 – Conversions – K&D Selection of drum&bass (Spray/BMG)
- 1996 – DJ-Kicks: Kruder & Dorfmeister (Studio !K7)
- 1998 – The K & D Sessions (Studio !K7)
- 2000 – The G-Stone Book (G-Stone Recordings)